# Konkordat von Bologna
Das Konkordat von Bologna ist eine Übereinkunft zwischen dem französischen König Franz I. und dem Papst Leo X. Das Konkordat wurde am 19. Dezember 1516 in Bologna geschlossen. 
Franz erkannte darin die Superiorität des Papstes (über die Konzilien) und die Annaten (Abgaben für Übertragung eines geistlichen Amtes) an. Dafür erhielt er das Recht, die wichtigen Positionen in der französischen Kirche ohne Einmischung des Papstes zu besetzen. Die französische Kirche war somit organisatorisch dem König unterstellt. Er nutzte dies, um sie in die Verwaltung des französischen Staates einzubinden. 
Dadurch war der vom Papst forcierte Ablasshandel in Frankreich weit weniger aktiv als in Deutschland, wo die Kirche direkt dem Papst unterstellt war.
Andererseits hatte der französische König kein Interesse an der Reformation und bekämpfte in Frankreich die Verantwortlichen der Plakataffäre.